# Овербо, Джефф
Джефф Овербо (англ. Jeff Overbaugh; 24 ноября 1993, Санта-Фе, Нью-Мексико) — профессиональный американский футболист, лонг снэппер. Играл в НФЛ за клубы «Миннесота Вайкингс» и «Атланта Фэлконс», в ААФ — в составе «Атланты Леджендс». На студенческом уровне выступал за команду университета штата Калифорния в Сан-Диего.

## Биография
Джефф Овербо родился 24 ноября 1993 года в Санта-Фе в штате Нью-Мексико. Один из двух сыновей в семье. Учился в старшей школе имени Роберта Сервиса в Анкоридже. В составе школьной футбольной команды играл на позициях лонг снэппера, тэкла нападения и ди-энда, в двух сезонах был одним из её капитанов. Включался в состав сборной звёзд Аляски, участвовал в нескольких матчах звёзд школьного футбола. Также играл в хоккей, занимался лёгкой атлетикой.

### Любительская карьера
В 2012 году Овербо поступил в университет штата Калифорния в Сан-Диего. В том сезоне он стал единственным новичком команды, сыгравшим во всех тринадцати матчах турнира NCAA. Суммарно он сыграл 114 снэпов, не допустив ни одной ошибки при вводе мяча в игру. В 2013 году Овербо принял участие в тринадцати играх, проведя на поле 118 розыгрышей. В сезоне 2014 года он в третий раз подряд провёл тринадцать матчей и 121 снэп. При его участии «Сан-Диего Стейт Ацтекс» установили командный рекорд, реализовав 20 филд-голов и 37 экстра-пойнтов без промахов.

### Профессиональная карьера
В июне 2016 года Овербо в статусе незадрафтованного свободного агента подписал контракт с «Лос-Анджелес Рэмс». В основной состав клуба он не пробился и перед началом сезона был отчислен. В мае 2017 года он принимал участие в тренировках с «Денвером», а в августе был приглашён в «Чикаго Беарс» как замена травмированному Патрику Скейлзу. В составе Беарс Овербо провёл одну предсезонную игру, после чего был отчислен. По ходу регулярного чемпионата НФЛ 2017 года он побывал на просмотрах ещё в десяти клубах. В декабре он подписал контракт с «Миннесотой» и дебютировал в лиге, заменив в команде получившего травму Кевина Макдермотта.
В 2018 году Овербо был зачислен в тренировочный состав «Атланты Фэлконс». В сентябре его перевели в основной состав вместо травмировавшего бедро Джоша Харриса. В составе команды он сыграл один матч. В декабре 2018 года Овербо подписал контракт с клубом ААФ «Атланта Леджендс». По итогам тренировочных сборов в январе 2019 года он был включён в основной состав клуба.